# Margeir Pétursson
Margeir Pétursson (ur. 15 lutego 1960 w Reykjaviku) – islandzki szachista, arcymistrz od 1986 roku.

## Kariera szachowa
Od początku lat 80. do końca 90. należał do czołówki islandzkich szachistów. W latach 1976–1996 jedenastokrotnie reprezentował barwy swojego kraju na szachowych olimpiadach, trzykrotnie zajmując wraz z drużyną miejsca w pierwszej dziesiątce (1986 - V, 1990 - VIII, 1992 - VI). W roku 1985 podzielił I miejsce w Gausdal, w 1986 zwyciężył w mistrzostwach Islandii oraz w Hastings, natomiast w 1987 - w Thorshavn. W tym oraz w następnym roku zdobył kolejne dwa złote medale mistrzostw kraju. W 1991 podzielił I m. w otwartym turnieju Rilton Cup w Sztokholmie, natomiast w 1996 – w openie w Gausdal. W 1997 wystąpił w Groningen na mistrzostwach świata rozgrywanych systemem pucharowym, ale już w I rundzie został wyeliminowany przez Lembita Olla. W 2000 zajął III miejsce (za Garrim Kasparowem oraz Viswanathanem Anandem) w turnieju Chess@Iceland w Reykjaviku.
Najwyższy ranking w karierze osiągnął 1 lipca 1996, z wynikiem 2585 punktów dzielił wówczas 81-92. miejsce na światowej liście FIDE, jednocześnie zajmując 1. miejsce wśród islandzkich szachistów. Od 2001 r. nie występuje w turniejach klasyfikowanych przez Międzynarodową Federację Szachową.